# 加佐 (三木市)
加佐（かさ）は、兵庫県三木市の大字。郵便番号は小字草荷野を除く全域が673-0402、小字草荷野が673-0723。

## 地理

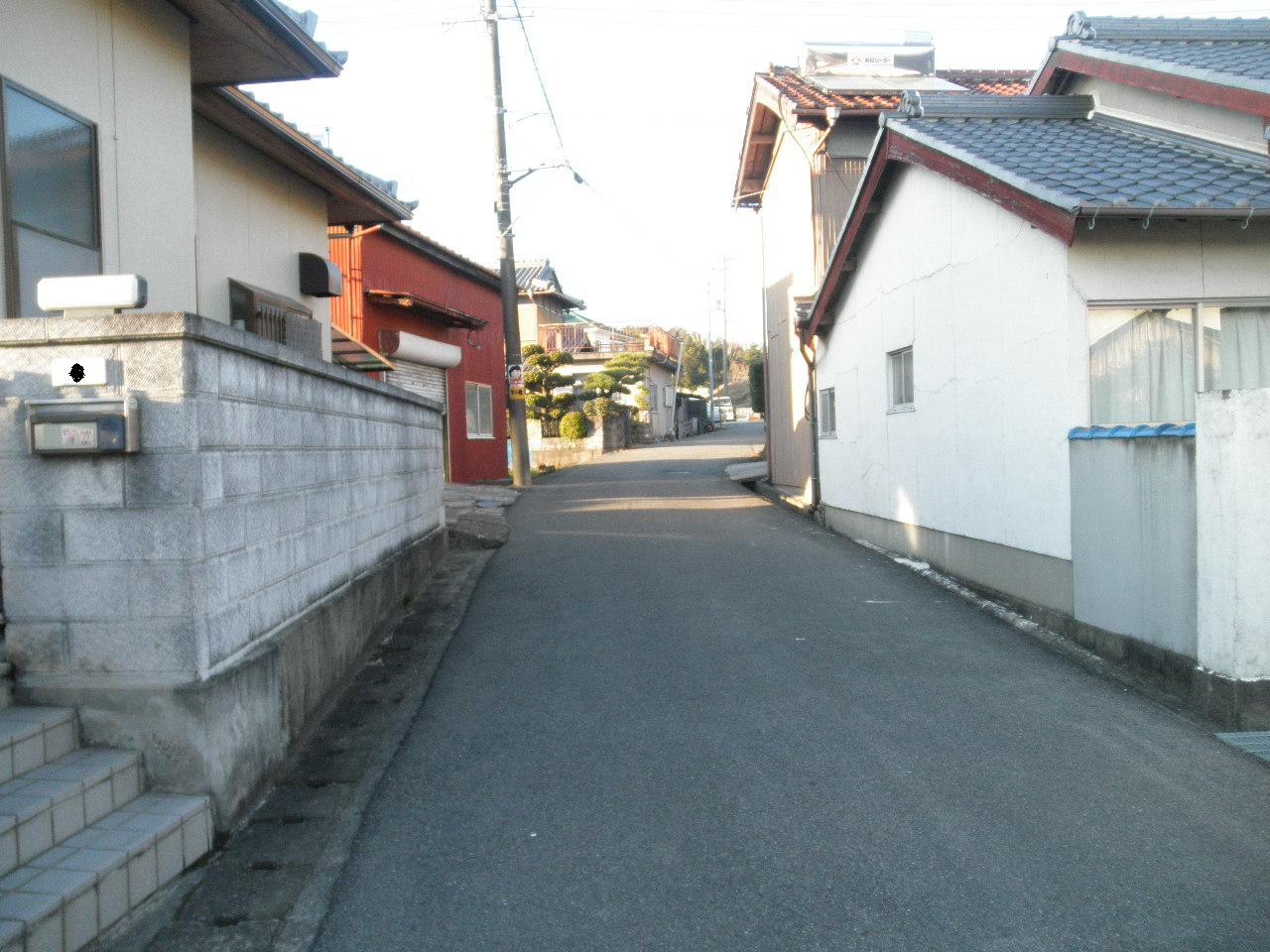
加佐の住宅街

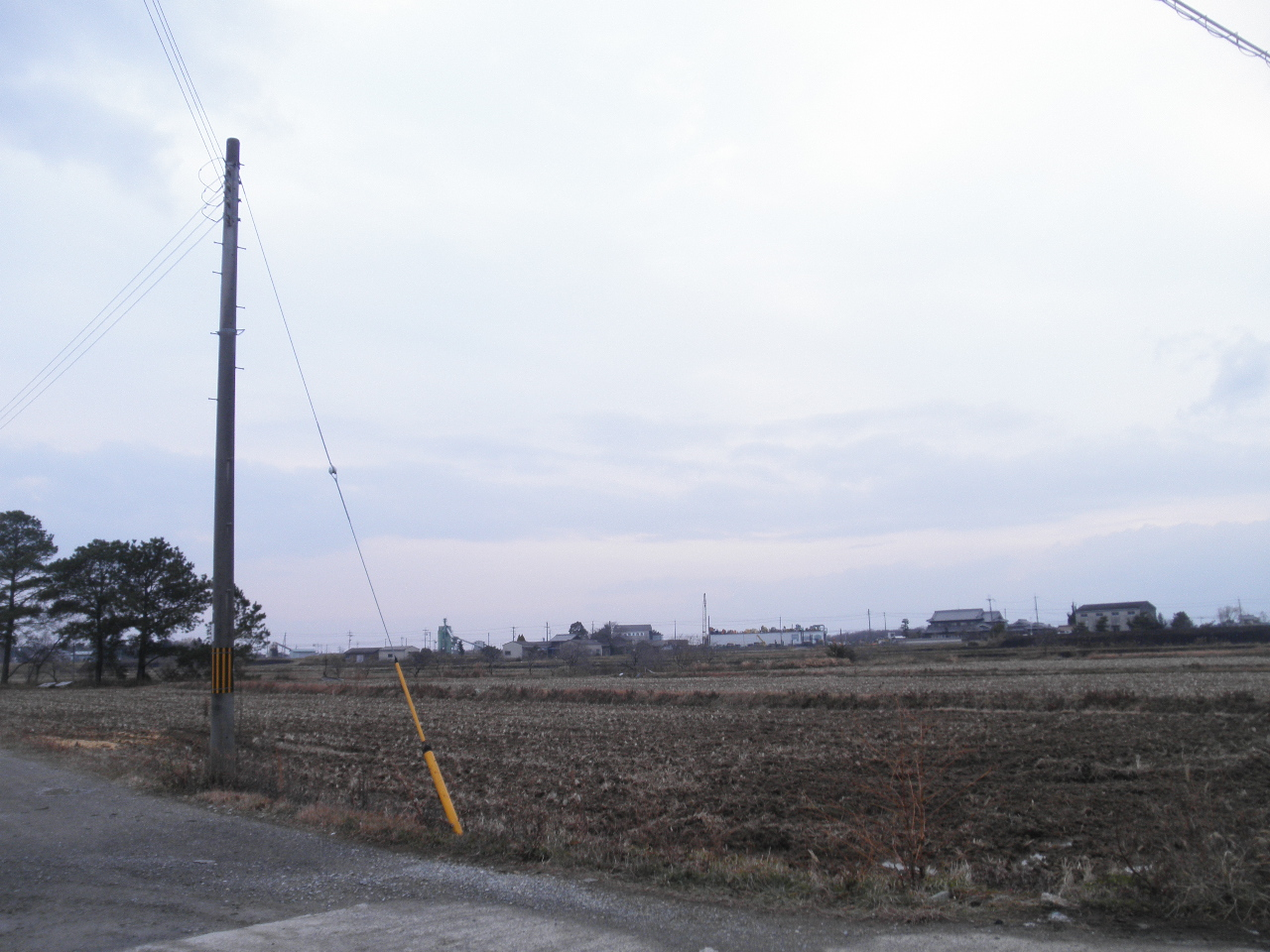
加佐の農地

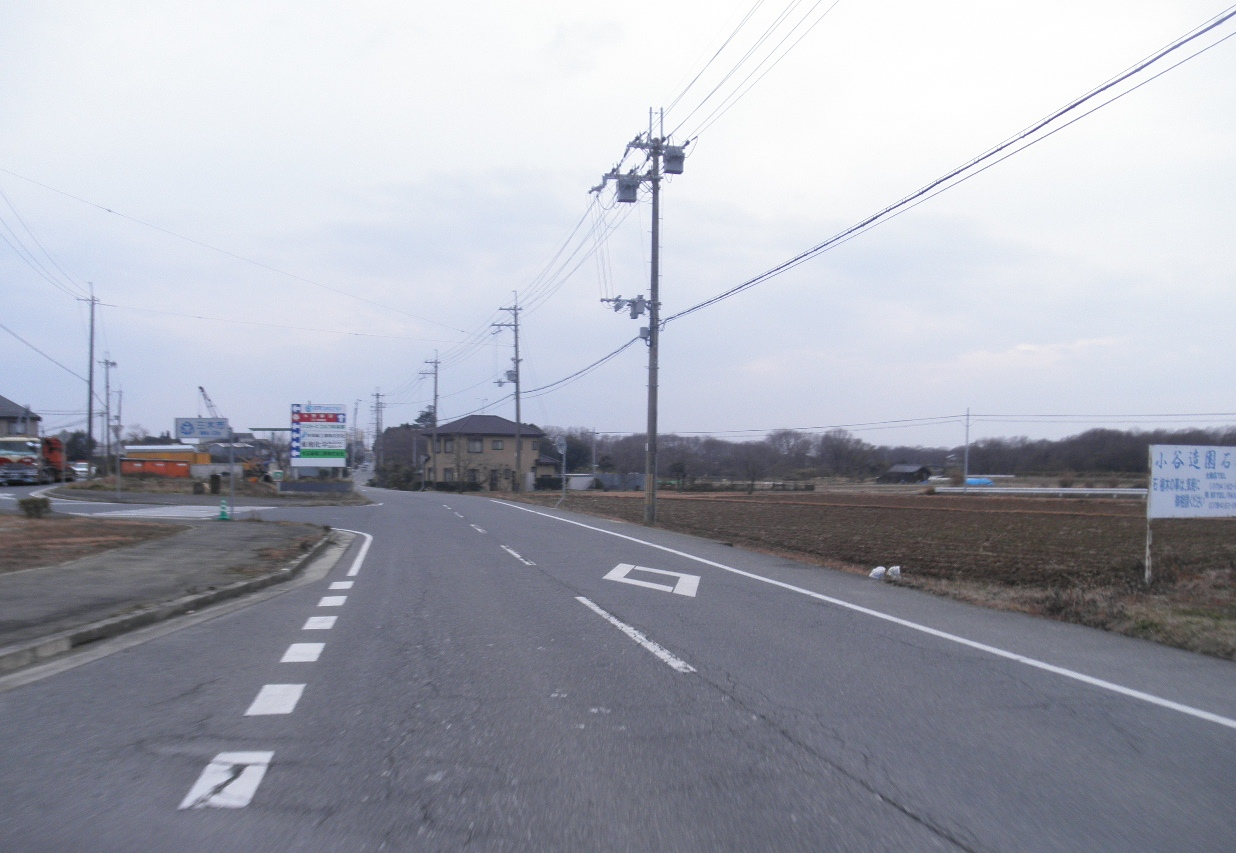
小字草荷野

美嚢川沿いの農地と住宅地が混在しており、兵庫県立三木高等学校と兵庫県警察三木警察署と三木市立三木市民病院などの公共施設が集中している。東側は跡部、府内・西側は平田・南側は末広・北は小野市匠台に接する。飛地の小字草荷野は、大開町と細川町脇川との間に挟まれている。

## 歴史

### 沿革
- 1951年（昭和26年）3月15日 - 三木町に編入され、三木町大字加佐になる。
- 1954年6月1日 - 三木町・別所村・細川村・口吉川村の1町3村が合併し、三木市を新設し、三木市加佐になる[3]。
- 1966年4月1日 - 兵庫県立三木高等学校が上の丸町から移転する[4]。
- 1970年 - 兵庫県警察三木警察署が福井から移転する。
- 2009年（平成21年）3月23日 - 三木市の都市計画である「三木市加佐土地区画整理事業」で小字西ヶ芝・八ヶ坪が2013年3月31日までの予定で開発される[5]。

### 字域の変遷
| 実施前                 | 実施年        | 実施後               |
| ---------------------- | ------------- | -------------------- |
| 美嚢郡久留美村大字加佐 | 1951年3月15日 | 美嚢郡三木町大字加佐 |
| 美嚢郡三木町大字加佐   | 1954年6月1日  | 三木市加佐           |

## 交通

### 鉄道
地内には鉄道は走っていない。

### バス
- 神姫バス
- みっきぃバス

### 道路
- 山陽自動車道
  - 三木サービスエリア
- 兵庫県道510号万勝寺久留美線

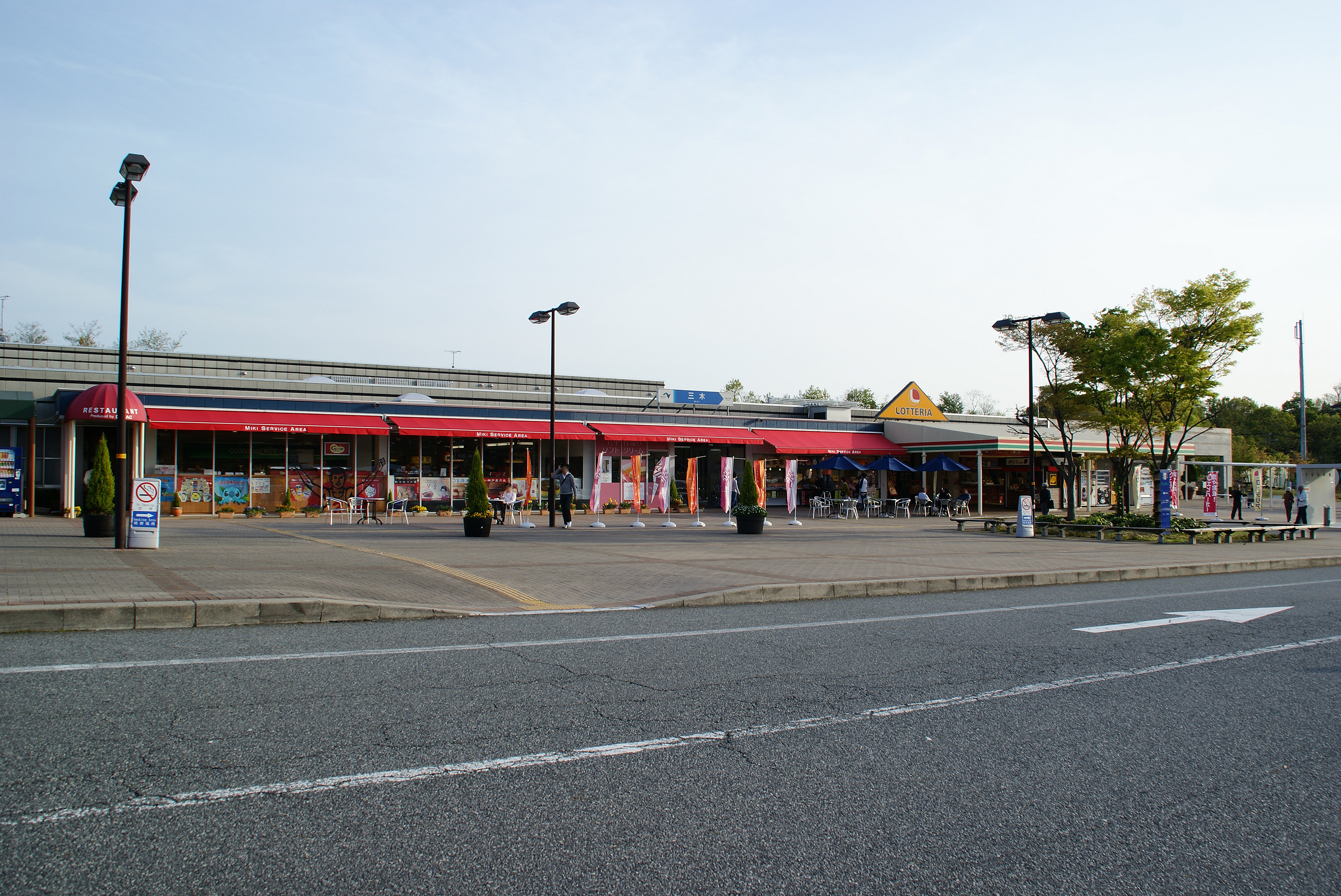
三木サービスエリア
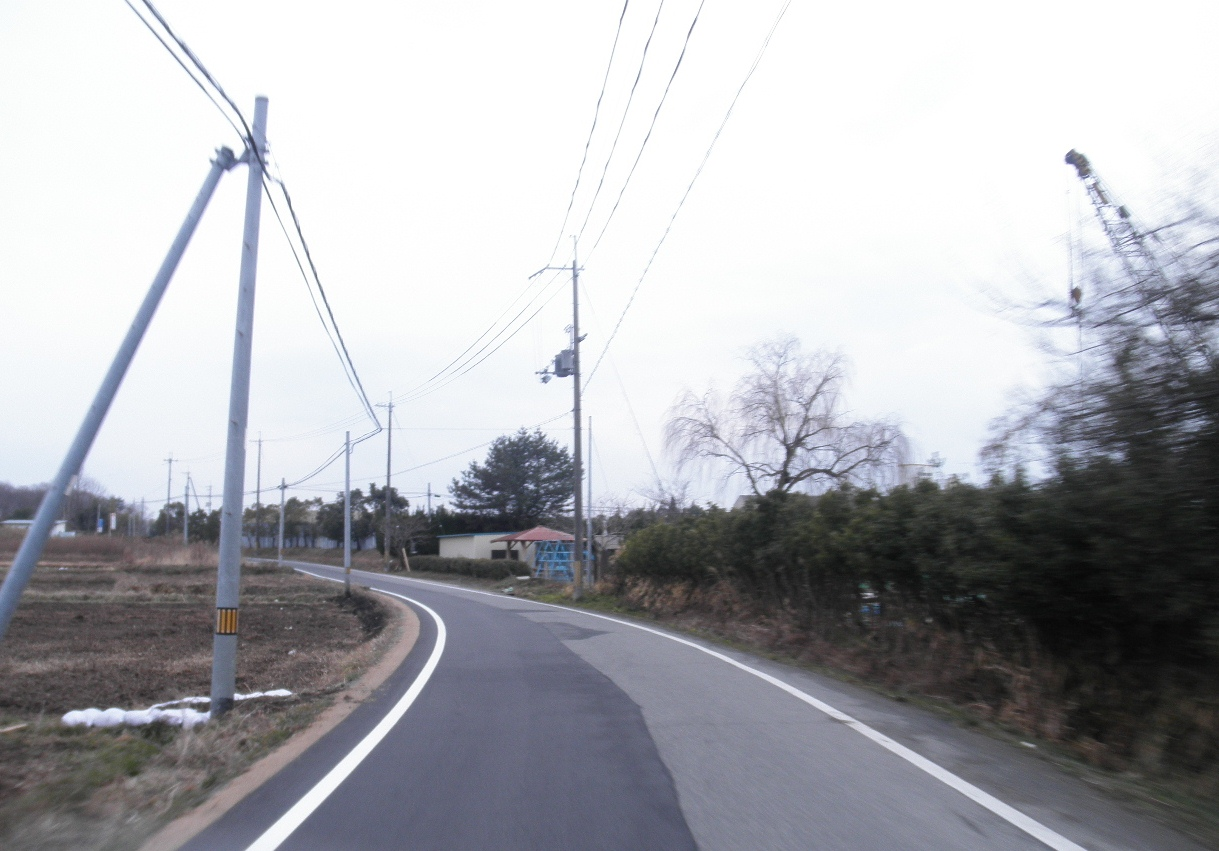
兵庫県道510号万勝寺久留美線

## 施設

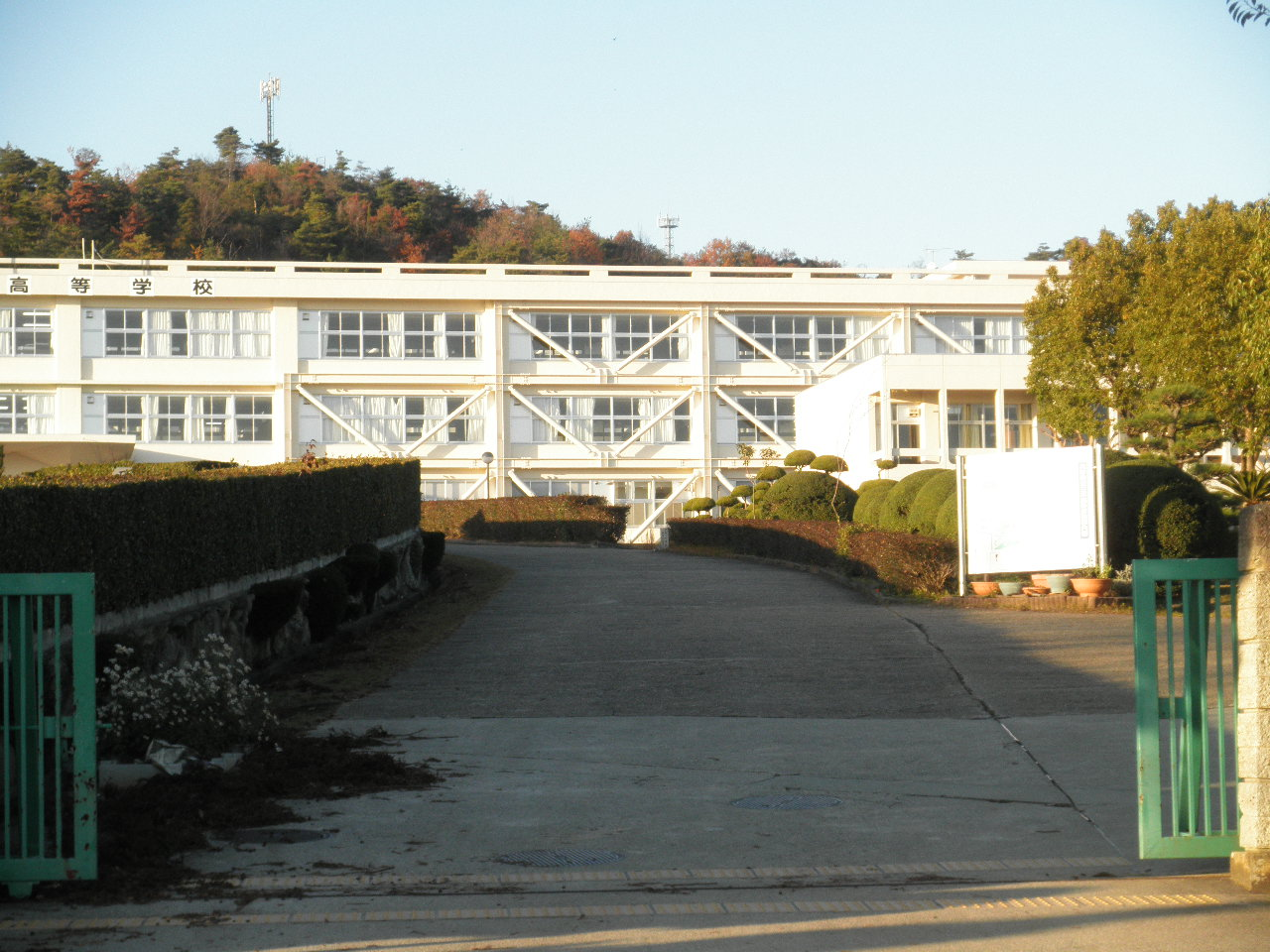
兵庫県立三木高等学校
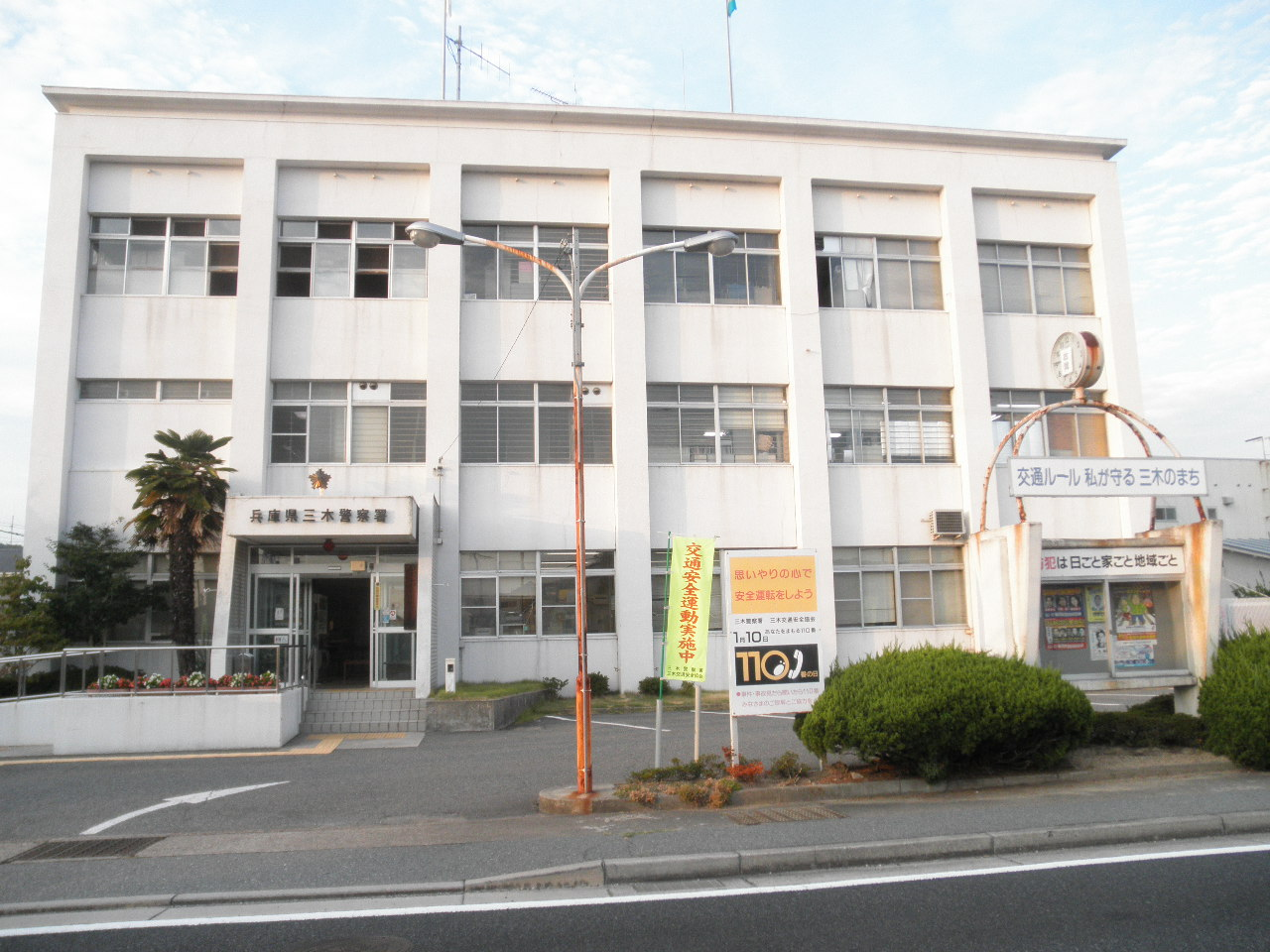
兵庫県警察三木警察署 - 2019年3月より、約550m西、加佐に隣接する平田地区に建設された新庁舎に移転。
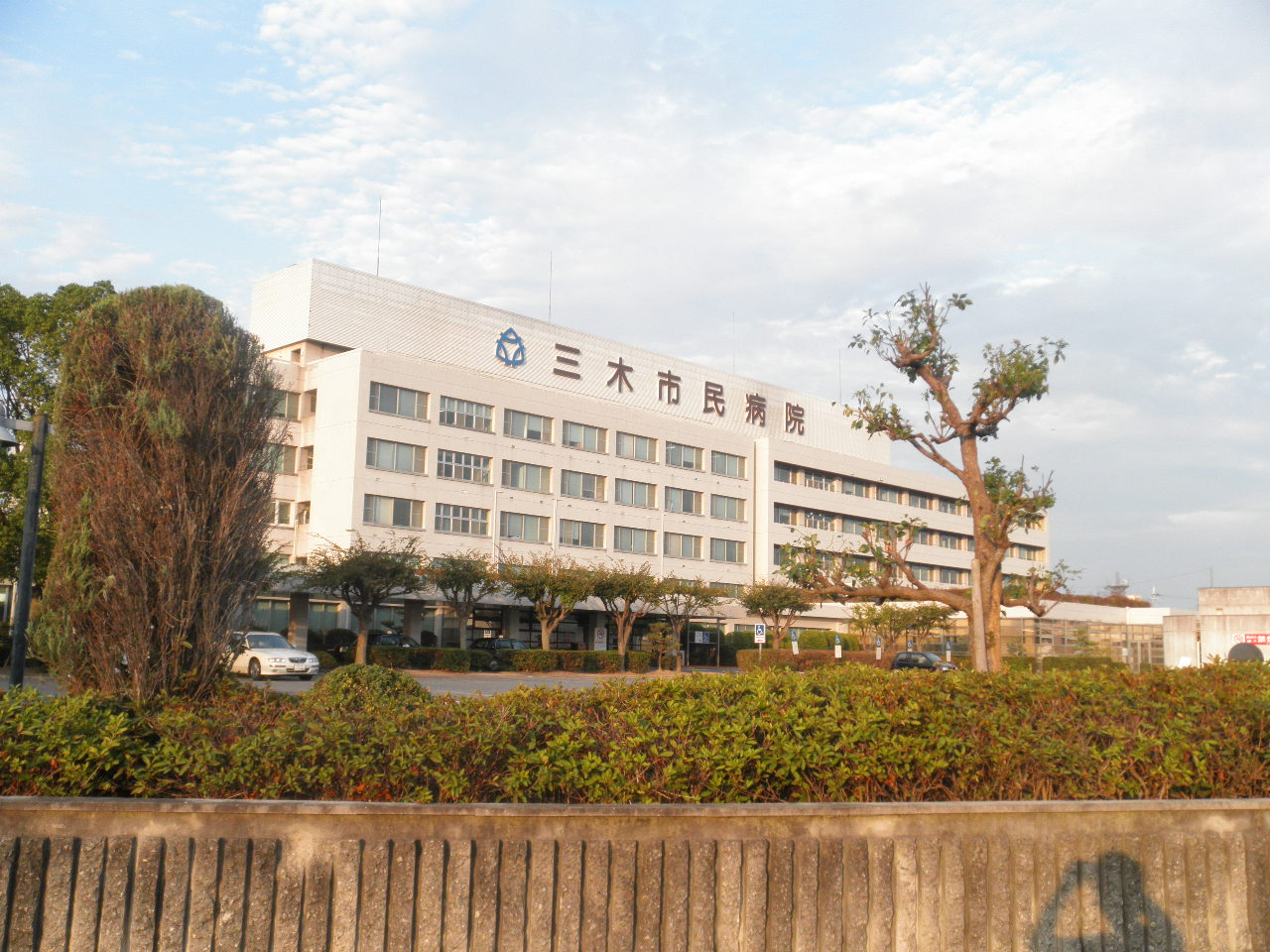
三木市立三木市民病院 - 小野市立小野市民病院とともに北播磨総合医療センターに統合されたため、2013年9月30日をもって閉院。
- マックスバリュ三木北店
- キリン堂三木店
- ドラッグストア　コスモス三木加佐店
- 三木市清掃センター
- 三木市立コミュニティセンター
- JA兵庫みらい三木市久留美支店
- 神和保育園[8]
- 神姫バス加佐車庫
- 久留美農協農業倉庫

- 兵庫県立三木高等学校
- 三木警察署
- 三木市立三木市民病院

## 小・中学校の学区
| 大字 | 番地 | 小学校             | 中学校             |
| ---- | ---- | ------------------ | ------------------ |
| 加佐 | 全域 | 三木市立平田小学校 | 三木市立三木中学校 |